# Годунова Ірина Георгіївна
Ірина Георгіївна Годуно́ва (нар. 23 червня 1973, Київ) — українська художниця; член Київської організації Національної спілки художників України з 2000 року.

## Біографія
Народилася 23 червня 1973 року в місті Києві (нині Україна). Дочка художниці Лариси Годунової, онука художника Олександра Годунова. Упродовж 1983—1990 років навчалася у Київській художній школі імені Тараса Шевченка; 1996 року закінчила Українську академію мистецтв, була ученицю Феодосія Гуменюка.
Мешкає у Києві в будинку на вулиці Закревського, № 63.

## Творчість
Працює у галузях станкового (створює тематичні картини, портрети, пейзажі, натюрморти) і монументального живопису, сакрального мистецтва (іконопис). Серед робіт:
станковий живопис
- «Кав'ярник та самовари» (1993);
- «Ранок» (1996);
- «Видубицький монастир» (1997)
- «Лавра» (1997);
- «Архангел Михаїл» (2000);
- «Весілля» (2000);
- «Час, коли оживають речі» (2000);
- «Андріївський узвіз під час зливи» (2001);
- «Мати молода» (2001);
- «Душа нерухомої землі» (2001);
- «Вид на Поділ» (2002);
- «Курячий бог» (2003);
- «Проліски» (2003);
- «Тетяна» (2003);
- «Ольга» (2004).

монументальне мистецтво
- У 2004—2008 роках брала участь у розписі монастиря «Босих кармелітів» в Бердичеві[2];
- У 2013 році розписувала собор Святого Олександра у Києві[2].

Бере участь у всеукраїнських художніх виставках з 1993 року. Персональні виставки відбулися у Києві у 1999—2001, 2006 роках. У 2014 році у Музеї російського мистецтва відбулася виставка «Годунови. Три покоління», на якій були представлені її роботи та роботи матері і діда; у 2021 році відбулася виставка її іконпису в Національному архітектурно-історичному заповіднику «Чернігів стародавній». 